# Charles Mackay
Charles Mackay (Perth, 26 de març de 1812 o 27 de març de 1814 - Londres, 24 de desembre de 1889) fou un poeta, periodista, novel·lista i cantautor escocès, conegut en gran part pel llibre Extraordinary Popular Delusions and the Madness of Crowds.

## Orígens
Charles Mackay va néixer a Perth, Escòcia. El seu pare, George Mackay, va ser un bombarder a l'Artilleria Reial, i la seva mare Amelia Cargill va morir poc després del seu naixement. La seva data de naixement va ser el 26 de març de 1812, tot i que sempre donava la de 27 de març de 1814.
Mackay fou educat al Caledonian Asylum de Londres. El 1828 el seu pare el va enviar a una escola de Brussel·les, al Boulevard de Namur, on hi va estudiar idiomes. L'any 1830 va ser contractat com a secretari privat de William Cockerill, el propietari d'una ferreria, prop de Lieja, i va començar a escriure en francès al Courrier Belge així com enviar poemes en anglès a un diari local anomenat The Telegraph. L'estiu de 1830 va visitar París, i va passar el 1831 amb Cockerill a Aix-la-Chapelle. El maig de 1832 el seu pare el va portar de tornada a Londres, on per primera vegada va trobar feina, com a professor d'italià de Benjamin Lumley.